# Bathyspinula latirostris
Bathyspinula latirostris is een tweekleppigensoort uit de familie van de Bathyspinulidae. De wetenschappelijke naam van de soort is voor het eerst geldig gepubliceerd in 1984 door Filatova & Schileyko.